# Zach LaVine
Zachary LaVine (ur. 10 marca 1995 w Renton) – amerykański koszykarz występujący na pozycji rozgrywającego, obecnie zawodnik Sacramento Kings.
Jego rodzice byli sportowcami. Ojciec, Paul, grał w futbol amerykański, a matka CJ, była zawodniczką drużyny softballu. Zach zainteresował się koszykówką po obejrzeniu filmu Kosmiczny mecz.
Po pierwszym roku studiów spędzonym na University of California i grze dla tamtejszej drużyny UCLA Bruins Zach przystąpił do draftu NBA 2014. Został wybrany przez drużynę Minnesota Timberwolves z numerem 13.
Podczas NBA All-Star Weekend w roku 2015, wziął udział w meczu Rising Stars Challenge rozgrywanym w formule USA kontra Reszta Świata. Wygrał ponadto konkurs wsadów Slam Dunk Contest, podczas którego nawiązał do swojej inspiracji i przed pierwszym wsadem przywdział koszulkę Michaela Jordana z filmu Kosmiczny mecz.
22 czerwca 2017 trafił w wyniku wymiany do Chicago Bulls.

## Osiągnięcia
Stan na 24 lutego 2022, na podstawie, o ile nie zaznaczono inaczej.
NCAA
- Uczestnik rozgrywek NCAA Sweet Sixteen (2014)
- Mistrz turnieju konferencji Pac-12 (2014)
- Zaliczony do:
  - I składu:
    - pierwszoroczniaków konferencji Pac-12 (2014)
    - turnieju Las Vegas Invitational (2014)

NBA
- MVP meczu Rising Stars Challenge (2016)
- Zaliczony do II składu debiutantów (2015)[4]
- 2-krotny zwycięzca Slam Dunk Contest (2015, 2016)
- Uczestnik:
  - meczu gwiazd NBA (2021[5], 2022[6])
  - Rising Stars Challenge (2015, 2016)
  - konkursu rzutów za 3 punkty (2020[7], 2021[8], 2022[9])

Reprezentacja
- Mistrz olimpijski (2020)[10]